# Gásni (província)
Gásni ou Gasni (em persa: غزنى; romaniz.: Ghazni) é uma província do Afeganistão com capital em Gásni. Segundo censo de 2019, havia 1 338 597 habitantes. Tem área de 22 460 quilômetros quadrados.